# Pseudophacopteron arcuatum
Pseudophacopteron arcuatum är en insektsart som beskrevs av Malenovsk² och Burckhardt 2009. Pseudophacopteron arcuatum ingår i släktet Pseudophacopteron och familjen Phacopteronidae.
Artens utbredningsområde är Kenya. Inga underarter finns listade i Catalogue of Life.